# تشارلز إدوارد إيتون
تشارلز إدوارد إيتون (بالإنجليزية: Charles Edward Eaton)‏ هو شاعر أمريكي، ولد في 1916 في وينستون-سالم في الولايات المتحدة، وتوفي في 22 مارس 2006.